# Earl Bamber
Earl Anderson Bamber (Whanganui, 1990. július 9. –) új-zélandi autóversenyző, kétszeres Le Mans-i 24 órás verseny győztes.

## Pályafutása

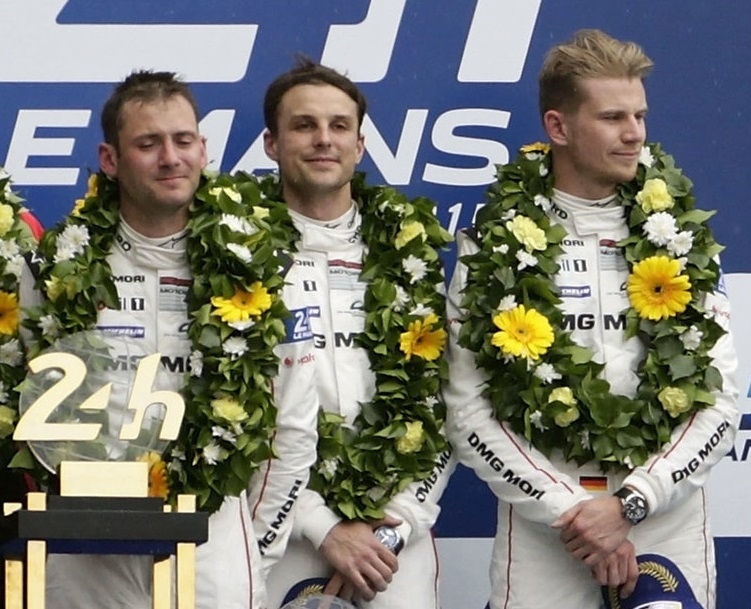
Bamber (középen), Hülkenberg (jobbra) és Tandy (balra) a 2015-ös Le Mans-i 24 órás verseny után a győzelmi pódiumon

15 évesen indult először az új-zélandi Formula Ford bajnokságban, majd 2006-ban megnyerte az JK Racing Ázsia szériát. A 2007–2008-as Toyota Racing szériában Andy Knight mögött a második helyen végzett az összetettben, ezt 2010-ben megismételte. 2013-ban a Porsche Carrera Kupa elnevezésű versenysorozat Ázsiai szériájában indult és meg is nyerte. A következő szezonban megvédte címét. Újoncként a Porsche Carrera Kupát is elhódította.
2015-ben Nico Hülkenberg és Nick Tandy összeállítású trió jó teljesítménnyel megnyerte a 83. Le Mans-i 24 órást. 2017-ben a Le Mans-i 24 óráson ismét győzni tudott, Timo Bernhard és Brendon Hartley társaként, amely a Porsche utolsó éve volt a WEC LMP1 kategóriájában. 2023-ra az amerikai Chip Ganassi Racing által indított, vadonatúj gyári Cadillac Hypercar-project gyári pilótája lett.

## Eredményei

### Teljes GP2 Ázsia eredménysorozata
(Táblázat értelmezése)

(Félkövér: pole-pozícióból indult; dőlt: leggyorsabb kört futott) 

| Év   | Csapat            | 1         | 2         | 3          | 4         | 5          | 6         | 7       | 8       | 9       | 10      | 11      | 12      | Helyezés | Pont |
| ---- | ----------------- | --------- | --------- | ---------- | --------- | ---------- | --------- | ------- | ------- | ------- | ------- | ------- | ------- | -------- | ---- |
| 2009 | Qi-Meritus Mahara | CHN FEA 6 | CHN SPR 2 | UAE FEA Ki | UAE SPR T | BHR FEA 11 | BHR SPR 7 | QAT FEA | QAT SPR | MAL FEA | MAL SPR | BHR FEA | BHR SPR | 14.      | 8    |

### Teljes Porsche Carrera Ázsia eredménysorozata
(Táblázat értelmezése)

(Félkövér: pole-pozícióból indult; dőlt: leggyorsabb kört futott) 

| Év   | Csapat       | 1     | 2     | 3     | 4     | 5     | 6     | 7     | 8      | 9     | 10    | 11    | 12    | Helyezés | Pont |
| ---- | ------------ | ----- | ----- | ----- | ----- | ----- | ----- | ----- | ------ | ----- | ----- | ----- | ----- | -------- | ---- |
| 2013 | Nexus Racing | SEP 3 | SHG 2 | SHG 2 | ZIC 1 | ZIC 1 | ORD 1 | ORD 1 | INJ 10 | INJ 3 | SIN 1 | SHG 1 | SHG 2 | 1.       | 217  |
| 2014 | LKM Racing   | SEP 1 | SHG 1 | SHG 3 | ZIC   | ZIC   | FUJ 1 | FUJ 1 | SEP 1  | SEP 2 | SIN 1 | SHG 1 | SHG 1 | 1.       | 199  |

### Teljes Porsche Carrera Németország eredménysorozata
(Táblázat értelmezése)

(Félkövér: pole-pozícióból indult; dőlt: leggyorsabb kört futott) 

| Év   | Csapat           | 1     | 2     | 3      | 4     | 5     | 6      | 7     | 8     | 9     | 10    | 11  | 12  | 13  | 14  | 15  | 16  | 17  | 18  | Helyezés | Pont |
| ---- | ---------------- | ----- | ----- | ------ | ----- | ----- | ------ | ----- | ----- | ----- | ----- | --- | --- | --- | --- | --- | --- | --- | --- | -------- | ---- |
| 2014 | Team 75 Bernhard | HOC 3 | HOC 1 | OSC Ki | OSC 5 | HUN 5 | HUN 17 | NOR 5 | NOR 2 | RBR 2 | RBR 1 | NÜR | NÜR | LAU | LAU | SAC | SAC | HOC | HOC | 7.       | 126  |

### Teljes Porsche Szuperkupa eredménysorozata
(Táblázat értelmezése)

(Félkövér: pole-pozícióból indult; dőlt: leggyorsabb kört futott) 

| Év   | Csapat         | 1     | 2     | 3     | 4     | 5      | 6     | 7     | 8     | 9     | 10    | Helyezés | Pont |
| ---- | -------------- | ----- | ----- | ----- | ----- | ------ | ----- | ----- | ----- | ----- | ----- | -------- | ---- |
| 2013 | FACH Auto Tech | ESP   | MON   | GBR   | GER   | HUN 15 | BEL   | ITA   | UAE 2 | UAE 5 |       | HN       | 0    |
| 2014 | FACH Auto Tech | ESP 1 | MON 9 | AUT 6 | GBR 3 | GER 2  | HUN 3 | BEL 1 | ITA 3 | USA 4 | USA 2 | 1.       | 155  |

### Daytonai 24 órás autóverseny
| Év   | Csapat                                     | Csapattárs                                                  | Autó                         | Osztály | Kör  | Összetett Helyezés | Kategória Helyezés |
| ---- | ------------------------------------------ | ----------------------------------------------------------- | ---------------------------- | ------- | ---- | ------------------ | ------------------ |
| 2014 | Mühlner Motorsports America                | Bardley Blum Ronald Zitza Alexandre Imperatori Eugenio Amos | Porsche 911 GT America       | GTD     | 492  | Kiesett            | Kiesett            |
| 2015 | Porsche North America                      | Jörg Bergmeister Frédéric Makowiecki Michael Christensen    | Porsche 911 RSR              | GTLM    | 581  | Kiesett            | Kiesett            |
| 2016 | Porsche North America                      | Frédéric Makowiecki Michael Christensen                     | Porsche 911 RSR              | GTLM    | 722  | 9.                 | 3.                 |
| 2018 | Porsche GT Team                            | Gianmaria Bruni Laurens Vanthoor                            | Porsche 911 RSR              | GTLM    | 774  | 17.                | 6.                 |
| 2019 | Porsche GT Team                            | Mathieu Jaminet Laurens Vanthoor                            | Porsche 911 RSR              | GTLM    | 570  | 12.                | 3.                 |
| 2020 | Porsche GT Team                            | Mathieu Jaminet Laurens Vanthoor                            | Porsche 911 RSR              | GTLM    | 786  | 14.                | 2.                 |
| 2021 | Team Hardpoint EBM                         | Rob Ferriol Katherine Legge Christina Nielsen               | Porsche 911 GT3 R            | GTD     | 737  | 32.                | 10.                |
| 2022 | Cadillac Racing                            | Alex Lynn Marcus Ericsson Kevin Magnussen                   | Cadillac DPi-V.R             | DPi     | 734  | 12.                | 6.                 |
| 2023 | Cadillac Racing                            | Alex Lynn Richard Westbrook                                 | Cadillac DPi-V.R             | GTP     | 783. | 4.                 | 4.                 |
| 2024 | Corvette Racing - Pratt Miller Motorsports | Nick Catsburg Tommy Milner                                  | Chevrolet Corvette Z06 GT3.R | GTD Pro |      |                    |                    |

### Le Mans-i 24 órás autóverseny
| Év   | Csapat             | Csapattárs                           | Autó                | Osztály  | Kör | Összetett Helyezés | Kategória Helyezés |
| ---- | ------------------ | ------------------------------------ | ------------------- | -------- | --- | ------------------ | ------------------ |
| 2015 | Porsche Team       | Nico Hülkenberg Nick Tandy           | Porsche 919 Hybrid  | LMP1     | 395 | 1.                 | 1.                 |
| 2016 | Porsche Motorsport | Jörg Bergmeister Frédéric Makowiecki | Porsche 911 RSR     | GTE Pro  | 240 | Kiesett            | Kiesett            |
| 2017 | Porsche Team       | Timo Bernhard Brendon Hartley        | Porsche 919 Hybrid  | LMP1     | 367 | 1.                 | 1.                 |
| 2018 | Porsche GT Team    | Patrick Pilet Nick Tandy             | Porsche 911 RSR     | GTE Pro  | 334 | 27.                | 10.                |
| 2019 | Porsche GT Team    | Patrick Pilet Nick Tandy             | Porsche 911 RSR     | GTE Pro  | 342 | 22.                | 3.                 |
| 2021 | WeatherTech Racing | Laurens Vanthoor Cooper MacNeil      | Porsche 911 RSR-19  | GTE Pro  | 139 | Kiesett            | Kiesett            |
| 2023 | Cadillac Racing    | Alex Lynn Richard Westbrook          | Cadillac V-Series.R | Hypercar | 341 | 3.                 | 3.                 |

### Teljes FIA World Endurance Championship eredménysorozata
(Táblázat értelmezése)

(Félkövér: pole-pozícióból indult; dőlt: leggyorsabb kört futott) 

| Év   | Csapat                  | Osztály  | Kasztni            | Motor                                  | 1     | 2     | 3     | 4     | 5      | 6      | 7      | 8     | 9     | Helyezés | Pont |
| ---- | ----------------------- | -------- | ------------------ | -------------------------------------- | ----- | ----- | ----- | ----- | ------ | ------ | ------ | ----- | ----- | -------- | ---- |
| 2015 | Porsche Team            | LMP1     | Porsche 919 Hybrid | Porsche 2.0 L Turbo V4 (benzin-hibrid) | SIL   | SPA 6 | LMS 1 |       |        |        |        |       |       | 9.       | 58   |
| 2015 | Abu Dhabi-Proton Racing | LMGTE Am | Porsche 911 RSR    | Porsche 4.0 L Flat-6                   |       |       |       | NÜR 6 | COA 2  | FUJ 5  | SHA    | BHR   |       | 13.      | 36   |
| 2017 | Porsche LMP Team        | LMP1     | Porsche 919 Hybrid | Porsche 2.0 L Turbo V4 (Hybrid)        | SIL 2 | SPA 3 | LMS 1 | NÜR 1 | MEX 1  | COA 1  | FUJ 4  | SHA 2 | BHR 2 | 1.       | 208  |
| 2023 | Cadillac Racing         | Hypercar | Cadillac V-LMDh    | Cadillac 5.5 L V8                      | SEB 4 | ALG 4 | SPA 5 | LMS 3 | MNZ 10 | FUJ 10 | BHR 11 |       |       | 5.       | 72   |
| 2024 | Cadillac Racing         | Hypercar | Cadillac V-LMDh    | Cadillac 5.5 L V8                      | QAT   | IMO   | SPA   | LMS   | SÃO    | COA    | FUJ    | BHR   |       | *        | *    |

* A szezon jelenleg is zajlik.